# Thraulodes marreroi
Thraulodes marreroi is een haft uit de familie Leptophlebiidae. De wetenschappelijke naam van de soort is voor het eerst geldig gepubliceerd in 1999 door Chacon, Segnini & Domínguez.